# Bouchabel
Bouchabel  (in arabo بوشابل‎?) è un centro abitato e comune rurale del Marocco situato nella provincia di Taounate, regione di Fès-Meknès. Conta una popolazione di 16 084 abitanti (censimento 2014).